# Holstebromotorvejen
Der Holstebromotorvejen (deutsch: Holstebroautobahn) ist eine dänische Autobahn. Sie verlängert die Primärroute 18 über die Stadt Herning hinaus über ein Zwischenstück als Autostraße zur Stadt Holstebro.

## Verlauf
Die Autobahn trifft nördlich von Herning mit der diese Stadt südlich und westlich (mit einer Lücke) umgehenden Autobahn Messemotorvejen zusammen und setzt sich an Sinding, Aulum und Tvis vorbei in Richtung auf Holstebro fort, das sie im Osten umgeht. Nördlich von Holstebro endet sie an der Primærrute 11, die nach Norden über Struer führt.

## Geschichte
Die Autobahn wurde 2017 und 2018 fertiggestellt.